# Viola eizasieboldii
Viola eizasieboldii är en violväxtart som beskrevs av Junichi Sugimoto och Tatemi Shimizu. Viola eizasieboldii ingår i släktet violer, och familjen violväxter. Inga underarter finns listade i Catalogue of Life.